# Uxantis siccifolia
Uxantis siccifolia är en insektsart som först beskrevs av Stsl 1870.  Uxantis siccifolia ingår i släktet Uxantis och familjen Flatidae. Inga underarter finns listade i Catalogue of Life.